# Chiesa di San Tomio (Follina)
La chiesa di San Tomio è un edificio religioso di piccole dimensioni situato a nord-ovest del comune di Follina, in Veneto, nella località detta Pizzolbever. La chiesa è sconsacrata dal XX secolo.

## Descrizione
L'oratorio di San Tomio dedicato a san Tomaso Didimo, si presenta come un piccolo edificio a pianta rettangolare a una sola navata. L'orientamento della chiesetta è da est verso ovest, tipico degli edifici di origine medioevale. La facciata, molto semplice, rivolta verso Miane è a capanna, con due finestrelle quadrate poste a destra e a sinistra della porta lignea. Sul lato della chiesa sono presenti due finestrelle a mezzaluna, in stile gotico. L'interno è quasi completamente spoglio, a causa dei vari furti avvenuti a partire dalla sconsacrazione della chiesa nel XIX secolo. Erano presenti un'acquasantiera del XIV secolo e vari arredi sacri del XVII e XVIII secolo. Rimangono soltanto l'altare in pietra, di datazione incerta, e due affreschi, uno posto sopra l'altare raffigurante la consegna delle chiavi, l'altro sul soffitto, raffigurante forse San Tommaso, entrambi di autore ed epoca ignoti.

## Storia
Fino alla prima metà del novecento la chiesetta era conosciuta come un luogo dove portare i bambini che “mangiavano terra”, e il 3 luglio di ogni anno, era meta di rogazioni e processioni durante le quali le madri conducevano i figli presso la chiesetta e mettevano sull'altare un pugno di terra e un pezzo di pane. Pregando intensamente il santo, i bambini smettevano di cibarsi di terra.